# 大成丸 (初代)
大成丸（たいせいまる）は日本の蒸気機関付帆船。
主に練習船
として高等商船学校生徒の練習航海に使用され、
1945年に神戸沖で機雷に触れて沈没した。

## 建造背景
本船以前の大型練習船としては、日本初の大型練習船として月島丸があった。月島丸は日本の練習船として初めて太平洋往復を果たすなど活躍したが、1900年（明治33年）11月に行方不明、122名が死亡する重大海難となった。月島丸の喪失を受け、代船として大馬力の補助機関を有する堅牢で安全な大型帆船を国内建造することになった。

## 船歴

### 建造
川崎造船所 (神戸) で、
製造番号第247号として建造された。
1903年（明治36年）12月2日に進水式が行われ、大成丸と命名、午後4時15分に大成丸は進水した。
翌1904年（明治37年）に商船学校の学生25名が大成丸へ派遣され、艤装工事を手伝った。
2月10日に日本はロシアへ宣戦布告 (日露戦争開戦)、
工事中の大成丸は既に装備していたトップマスト、ヤードなどを陸揚げしたという。
(ただし日露戦争当時の写真を見るとヤードは撤去されているが、トップマストは装備のままとなっている。)
3月25日大成丸は竣工、
5月1日に試運転を行い、
5月5日に逓信省へ引き渡された(竣工)。

### 日露戦争
大成丸は即日 (1904年5月5日) に日本海軍が徴用、翌6日から15日まで川崎造船所で配管工事を行ってバラストタンクに真水の搭載を可能とするなど、
給水船任務のための艤装工事を行った。
5月20日に神戸を出港し、翌21日に呉に到着、
徴傭任務の準備を行った。
6月6日に佐世保を出港し、戦地に向かった。
大連と仁川の間にあった海軍第3根拠地 (裏長山泊地) での艦船への真水補給と郵便物の輸送を行ったという。
| 回  | 佐世保発      | 裏長山泊地 着 | 泊地発  | 佐世保着 |
| --- | ------------- | ------------- | ------- | -------- |
| 1次 | 1904年 6月6日 | 6月9日        | 6月13日 | 6月16日  |
| 2次 | 6月27日       | 7月1日        | 7月6日  | 7月9日   |
| 3次 | 7月12日       | 7月17日       | 7月20日 | 7月22日  |
| 4次 | 7月25日       | 7月28日       | 7月31日 | 8月3日   |
| 5次 | 8月7日        | 8月10日       | 8月15日 | 8月21日  |

その後も航海を続け、同年中の航海は全11回となった。
11月3日には佐世保港に停泊し、満艦飾を施して天長節を祝った。
この時の船体は黒く塗られ、船腹に白で大きく「タイセイ丸」と描かれていた。
その後、大成丸は12月30日に佐世保へ帰国した。
以後1905年 (明治38年) の初頭までは佐世保に停泊、1月下旬に呉に回航した。
旅順陥落後は同地で真水の補給を行い、帰りは沈没した敵艦船の鉄や銅を運んだという。
4月8日に再度佐世保を出港、
5月11日に佐世保ヘ帰国した。
この頃に香港を出港(5月14日)したバルチック艦隊の監視が命じられ、大成丸は伊王島灯台の北方30カイリ (佐世保軍港口沖) に錨泊して港に出入りする艦船の監視にあたった。
この時には小口径の旧式砲を1門搭載していたという。
日本海海戦の翌日 (5月29日) に佐世保へ帰投、その後に佐世保から大里 (門司港の近く) へ2回航海を行い、捕虜200人程を運搬した。
7月9日に佐世保を出港し引き続き戦役に従事した。
9月5日に日露講和条約調印。
大成丸は10月17日に呉へ帰国、
10月23日に東京湾で行われた大観艦式に参列した。
その後呉へ回航し11月4日に呉着、7日に宮島に参拝、後に佐世保へ回航した。
大成丸は引き続き徴用されており、
12月1日に佐世保を出港し遼東半島へ航海、
12月22日に佐世保へ帰国した。
1906年 (明治39年) 
1月20日には横須賀軍港に、31日には呉軍港に停泊している。
大成丸は2月14日に河内湾を出港し遼東半島へ航海、
3月14日に舞鶴へ帰国した。
3月28日に佐世保を出港し、30日の夜は和田岬沖で仮泊、翌31日川崎造船所浮標に繋留、同日付で徴用を解かれた。

### 練習航海
大成丸は徴用解除による工事をそのまま川崎造船所で行った。
その後は同所に繋留が続いたが、練習船としての帆装の復旧工事は横浜船渠で行われることが1906年6月9日に決定、13日に川崎造船所の浮標から離れて造船所の沖に移動、定期仮検査を受けるなど横浜への航海準備を行った。
6月28日に神戸を出港し、翌29日夕方に横浜港外に到着、同地で仮泊し翌30日に入港して錨泊した。
横浜船渠での工事は7月2日に着手し、9月24日に完了した。
(当時者の回想では、6月23日から10月まで神戸で帆走航海の準備、このときにヤードなどを再装備した、という。)
大成丸は10月25日に横浜港を出港、第1回目の練習航海を開始した、
以降の練習航海は1941年 (昭和16年) まで63回を数え、練習航海の総航海距離は618,917カイリに達した。

#### 世界一周航海
1910年（明治43年）10月26日、本船は第6次遠洋航海として横浜港 (または品川) から一度目の東回り世界一周航海に出発した。実習生94名を含む154名が乗船、出発前日には当時の逓信大臣後藤新平が来船、訓示の後、自署入りの扇子とハンカチを乗員全員に贈った。フランス領タヒチ、フォークランド諸島スタンリー、ケープタウン、メルボルンを経由、2度の暴風に遭遇しながらも航海日数307日、航海距離約56,300kmを経て、1911年（明治44年）8月25日に横浜港に帰港した。

(この節の出典の無い内容は「帆船「大成丸」の栄光と影」p.247による。)

#### 2回目の世界一周航海

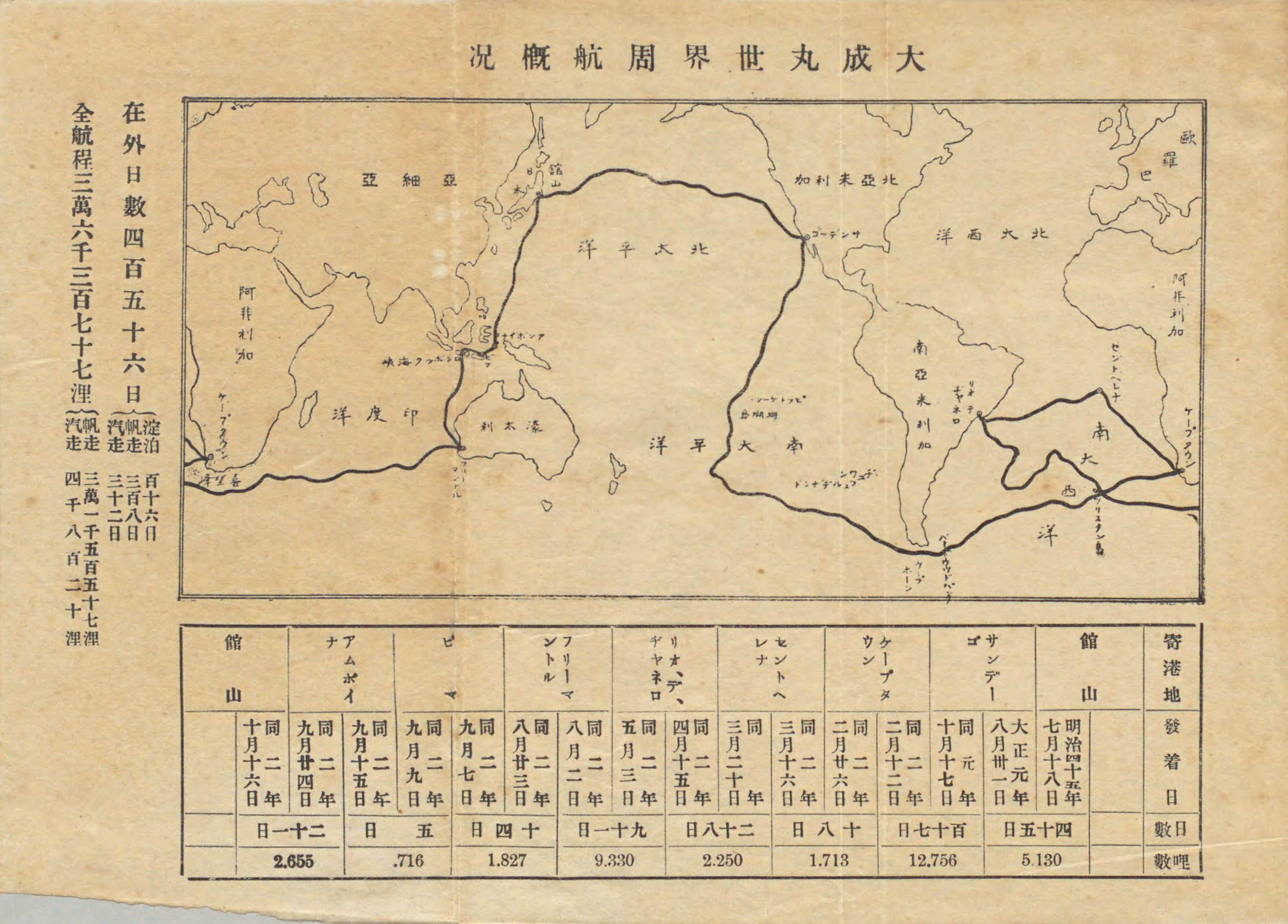
2度目の世界一周航海の概況

1912年（明治45年）7月6日に182名(実習生125名を含む)が乗船し、
大成丸は品川を出帆、
ただ直後に故障などがあり、その後は暫く館山湾で停泊を続けた。
7月18日に同湾を出発、改めて東回り世界一周航海を開始した。
その後はサンディエゴ(8月31日着)、ケープタウン(1913年2月12日着)、セントヘレナ(3月16日着)、リオデジャネイロ(4月15日着)、フリーマントル(8月2日着)、ビマ(9月7日着)、アンポイナ(9月24日着)に寄港し、10月16日に館山湾へ帰着した。
航海日数456日、航海距離36,377カイリの航海だった。
今回の航海は苦難の連続だったという。
北大西洋を航行中に明治天皇崩御の報に接し、サンディエゴでは船長が突如下船し、後任の船長が赴任するまで47日間に渡って同港で停泊、その間に三等運転士が病死した。その後も無風や荒天に見舞われ、南インド洋では一か月余り晴天がなく栄養失調もあり、70名以上が脚気を発症、学生2名、大工1名が病死した。
この航海には、後に初の労働大臣となる米窪満亮が乗船しており、乗船記を「大成丸世界周遊記」として『東京朝日新聞』に連載、夏目漱石の激賞を受けた。周遊記は米窪太刀雄の筆名で『海のロマンス』と改題して単行本として出版され、漱石が序文を寄せた。この単行本はベストセラーとなり、商船学校や海軍兵学校への志願者が増加したと言われている。

### 観艦式参列
1940年（昭和15年）10月11日、横浜港沖で行われた紀元二千六百年特別観艦式に参加した。

### 太平洋戦争
1941年 (昭和16年) に再び海軍に徴用された。
12月8日太平洋戦争開戦、戦時下で海運行政を一体化するために
12月18日付で逓信省の下に海務院が設立された。
これにより練習船大成丸は他の練習船進徳丸、日本丸、海王丸と共に逓信省へ移管された。
1942年 (昭和17年) 
2月3日に下田を出港し、清水に回航。
2月21日に清水を出港し品川に回航、以後東京湾北部で帆走航海を行った。
この頃には潜水艦の脅威のために外洋航海はほぼ絶望であり、同年12月に練習船は瀬戸内海へ回航し、同地で訓練航海と軍需物資の輸送に協力する事になった。
また、これに先立ち同年秋には瀬戸内海回航を前に帆装は、三菱横浜造船所でゲルンマスト以上のマストと全てのヤードが陸揚された。
撤去されたマスト類は再利用の計画だったが、戦後に利用不可と判定されて廃棄された。
当時の生徒の回想によると、翌1943年1月にマスト・ヤード等を降ろしたという。
またこの頃の船体はネズミ色塗装に改められていた。
1943年 (昭和18年)
1月23日に改装のため横浜へ回航した。
瀬戸内海へ回航の為、2月10日に品川を出港横浜に回航、
第13号駆潜艇に護衛され、
15日 (または14日) に横浜を出港、16日に串本へ寄港、17日 (または18日) に神戸に入港した。
以後、1945年 (昭和20年) 3月まで商船学校生徒や陸軍船舶兵の訓練や石炭輸送、瀬戸内海にある各港を巡るなど33回の航海を行った。
なお各高等商船学校の練習船を統合的に運用するために4月1日付で航海訓練所が設置され、上述の練習船4隻は航海訓練所へ移籍した。

### 喪失
終戦となり大成丸は復員輸送任務に従事するために入渠する必要があった。
1945年（昭和20年）10月9日、停泊していた神戸港の沖 (敏馬沖) から10時30分に航行を始め、三菱重工業の浮きドックに入渠するために港内に向かっていた所、第5突堤の南210度700mの辺りで船体右舷後方に機雷が触れて爆発、大成丸はおよそ5分で沈没した。
当時総員177名 (または202名) が乗船していたが、41名が死亡(うち4名は遺体未収容)、重傷者のうち5名が後に死亡した。
浦岡一男船長も行方不明となり2日目に遺体が発見された。
| 職名     | 死亡及び 行方不明 | 重傷 ()内は後に死亡 | 軽傷 | 健在    | 合計 〔〕内は別出典 |
| -------- | ----------------- | ------------------- | ---- | ------- | ------------------- |
| 職員     | 8                 | 4 (1名死亡)         | 1    | 3       | 16〔22〕            |
| 生徒     | 29                | 16 (2名死亡)        | 11   | 74      | 130                 |
| 普通海員 | 3                 | 5 (2名死亡)         | 6    | 16      | 30〔49〕            |
| その他   | 1                 | 0                   | 0    | 0       | 1                   |
| 合計     | 41 *注1           | 25 (5名死亡)        | 18   | 93 *注2 | 177〔202〕          |

- 注1:うち4名は遺体未収容[12]。
- 注2:出典では92になっているが、健在者の人数を合計すると93。

船体は1954年 (昭和29年) 頃に解体、引き揚げられた。
就航から沈没までの間、本船は約63万カイリを航行、63回の遠洋航海を行い、学生2,330名（延べ8,873名）が乗船した。船名の銘鈑はパネルに加工され、1954年（昭和29年）に就役した2代目大成丸の船内に展示された。このパネルは2014年（平成26年）に就役した4代目大成丸でも展示されている。

## 船型

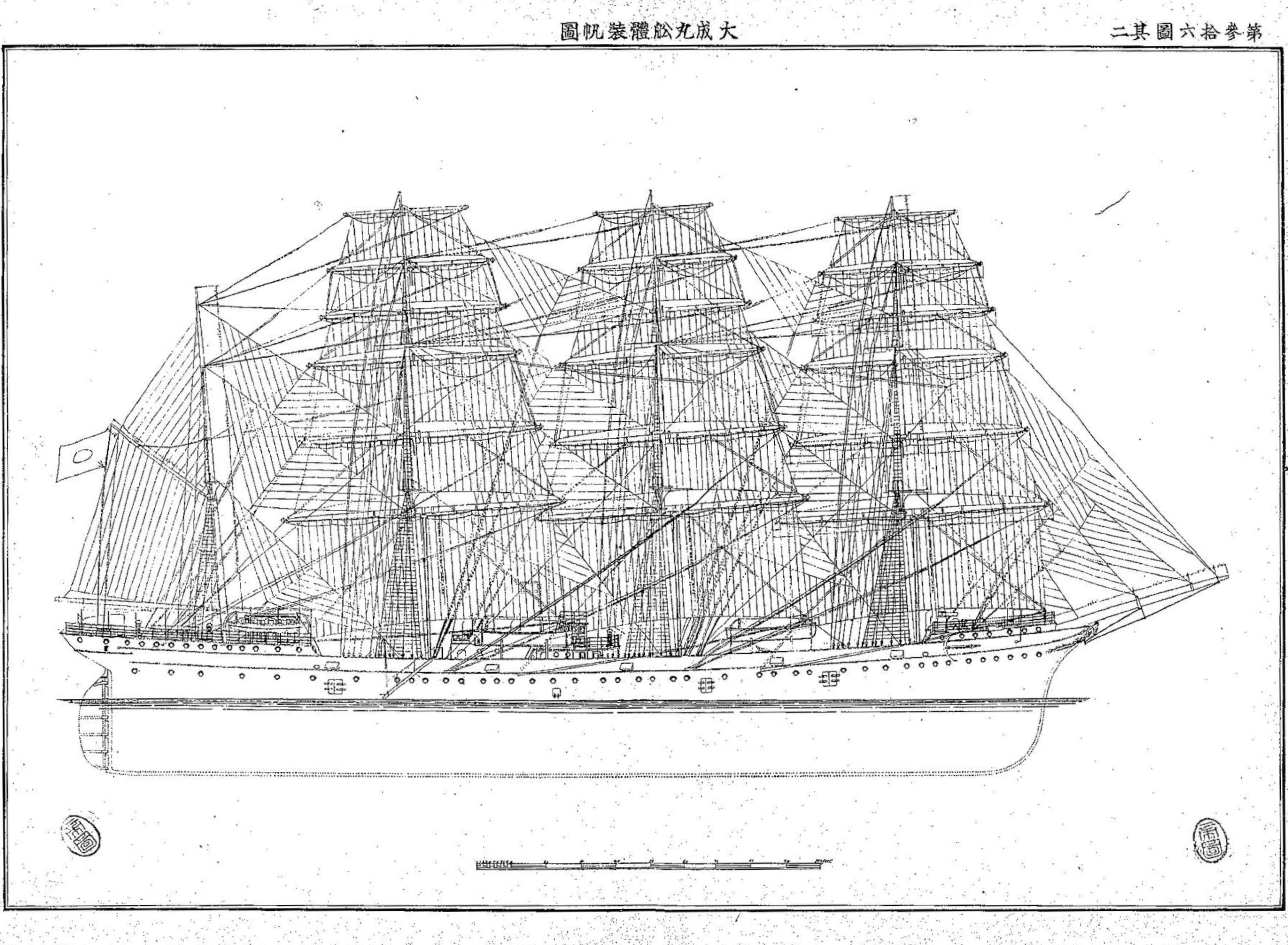
大成丸船体装帆図。

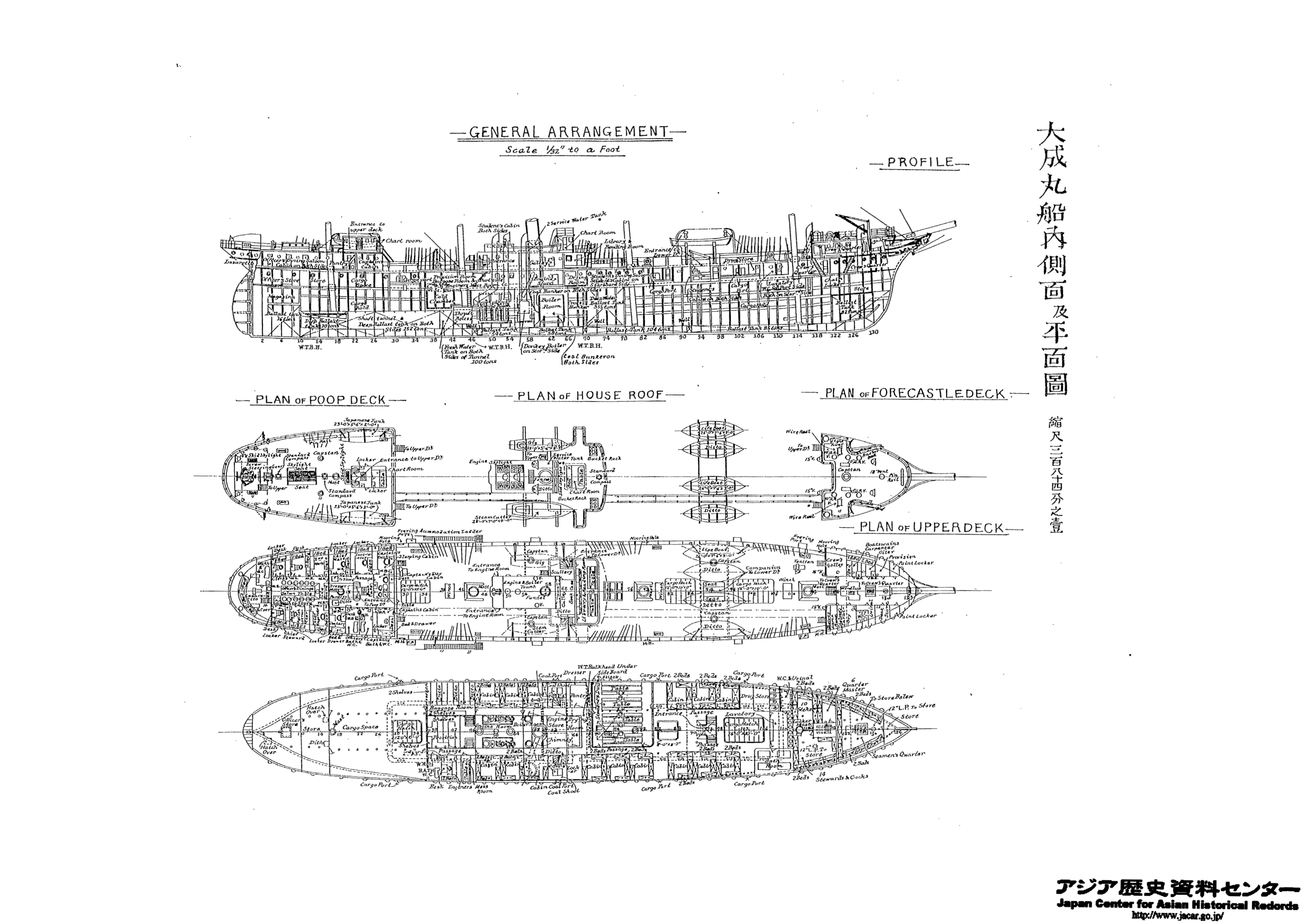
日露戦争時の一般艤装図(船内側面及平面図)。

4本マストのバーク型帆船で総帆数26枚、
総帆面積27,000 sq ft (2,508 m2)。
また『日本近世造船史 附図』の「大成丸船体装帆図」から概略を計算すると帆は横帆18枚、縦帆17枚の計35枚あり、総帆面積は約28,803 sq ft (2,676 m2)。
メインマストの上甲板からの高さは、アッパーマスト・ヘッドまで126 ft 8 in (38.61 m)、ロアマスト・ヘッドまで65 ft 8 in (20.02 m)。
補助動力として蒸気レシプロも備えた(詳細は#機関)。
船体は鋼製で構造は重構船、隔壁数は6。
船底は二重底で、
中甲板の高さは7 ft 6 in (2.29 m)。
外舷は白色塗装された(戦時は除く)。
練習船としては、乗組学生は竣工時 (1904年、明治37年) で150名 (15室)、1937年 (昭和12年) 時で90名。
実際の練習航海では最大で112人 (1924年実施の第29次航海)、最小で31人 (1929年、第38次) の生徒が乗船しており、昭和10年 (1935年) 代には50人から70人程度の乗船数だった。
また太平洋戦争中は居住区に4段のベッドを備えるように改造が行われ、200人の乗船を可能にしたという。

### 主要要目
- 竣工時の要目は上表の通り[7][15]。
- 1940年 (昭和15年) 時の要目は以下の通り(『昭和15年版 日本帆船名簿』[1]その他による)。
  - 総トン数 : 2,423トン
  - 純トン数 : 1,380トン(1937年時)[56]
  - 長さ : 84.63 m
  - 幅 : 13.41 m
  - 深さ : 8.11 m
  - 喫水
    - 満載:船首6.10 m、船尾6.40 m、平均6.25 m。
    - 空艙:船首4.50 m、船尾5.10 m、平均4.80 m。

  - デッキ数 : 2層[56]
  - 推進 : 2軸 x 95 rpm
  - ボイラー : 筒型 2基
  - 主機 : 3段レシプロ 2基
  - 出力 : 公称馬力:880 (1937年時)[56]
  - 乗組員 : 甲板部員48名、機関部員14名の計62名
  - 航海速力 : 8ノット (15 km/h)
  - その他 : 真空管式無線電信機装備

その他に出典の違いから文献によって様々な要目値が伝わる。
- 『明治37.8年海戦史』第6部15巻(1905年頃出版) : 総トン数2,287トン、長さ277.44尺 (84.07 m)、幅42.90尺 (13.00 m)、深さ24.10尺 (7.30 m)、乾舷6 ft 9 in (2.06 m)[7]。
- 『海のロマンス』(1914年) : 総トン数2,439.97トン、長さ277 ft (84 m)、幅43 ft (13 m)、吃水24 ft (7.3 m)、乗組員数178人[54]。
- 「練習船大成丸の世界周航」(1981年) : 総トン数2,424トン、長さ270 ft (82 m)、幅42 ft (13 m)、深さ27 ft (8.2 m)[38]。
- 『練習帆船大成丸史』(1985年) p.226 : 長さ268 ft 4 in (81.79 m)、幅44 ft (13.41 m)、深さ27 ft 8 in (8.43 m)(以上、造船規程に定める方法で測った数値)、最大喫水21 ft (6.40 m)[55]
- 『日本造船技術百年史』(1997年) : 総トン数2,287トン、載貨重量2,000 LT 、垂線間長270 ft (82.30 m)、型幅44 ft (13.41 m)、型深さ26.75 ft (8.15 m)、満載喫水20.73 ft (6.32 m)[57]。

### 機関

#### 竣工時
ボイラーは直径12 ft (3.7 m)、長さ10 ft (3.0 m)の片面円缶を2基装備。
蒸気圧力は180 psi (13 kg/cm2)。
その他に補助ボイラーとして立てボイラー1基を装備、
蒸気圧力は120 psi (8.4 kg/cm2)。
主機は3段蒸気レシプロ2基。
気筒直径は高圧筒からそれぞれ13 in (330 mm)、21 in (533 mm)、33 in (838 mm)、行長は27 in (686 mm)。
推進は2軸で内回り。
スクリュープロペラは3翼で、
直径11 ft 0 in (3,353 mm)、ピッチ11 ft 6 in (3,505 mm)。
翼をボスにボルトで留める組み立て式だったが、翼とボスの材質の違いから電触が起こり、1936年にマンガン青銅製の一体型に交換された。
燃料は石炭常備138トン、予備150トン(満載で288トン)、
また別資料では石炭庫容量161トン、または160トンで、その他にボイラー室などにも石炭を搭載した。
消費量は33トン/日。

#### 1940年時
ボイラーは筒型ボイラー (スコッチボイラー) 2基で直径3,658mm、長さ3,200mm、総需熱面積122.33 m2、総火床面積3.68 m2。
蒸気圧力は14 kg/cm2 (200 psi)、
1937年の資料では180 psi (13 kg/cm2)とされている。
補助ボイラーは立てボイラー1基で、直径6 ft 0 in (1,829 mm)、高さ13 ft 0 in (3,962 mm)、蒸気圧は120 psi (8.4 kg/cm2)。
主機は3段レシプロ2基で、気筒の直径は高圧側からそれぞれ330mm、508mm、838mm、行長は685mm。
燃料は1936年時で、常用は左舷石炭庫45トン、右舷石炭庫35トン、クロスバンカー40トンの120トン、予備は左舷予備炭庫145.1トン、右舷145.1トンの290.2トンで、満載410.2トンだった。
また『昭和15年 日本帆船名簿』によると石炭490 t、
消費量は航海速力時で15 t/日、
1936年時では約14トン/日。

### 公試成績
- 竣工時 : 933馬力、9.98ノット[58] (または932馬力、9.985ノット[57])
- 1910年9月 (船体改装後の特別検査時) : 1,006馬力、8.5ノット[65]

### 発電機
竣工時は80V200A発電機1基を装備した。
または、夜間用の15kWと昼間用の7kWの発電機を各1基装備、動力はいずれも蒸気レシプロだった。
その後 (時期不明) に夜間用に蒸気レシプロ駆動の15kW発電機を1基、1933年 (昭和8年) に緊急用としてガソリンエンジン駆動の15kW発電機が追加された。

### 貨物搭載量

大成丸船内側面図。船艙が確認出来る。

船艙3カ所を備え、
船の前方には、およそフォアマスト(第1マスト)とメインマスト(第2マスト)の間の船艙甲板 (二重底上面) に甲板2層分の高さで2カ所、第1船艙と第2船艙が設けられた。
第1船艙の容積は27,000 cu ft (765 m3)、
第2船艙は約22,000 cu ft (623 m3)
(1936年時は20,000 cu ft (566 m3))。
艙口の大きさは16 ft 0 in (4.88 m) x 10 ft 0 in (3.05 m)と12 ft 0 in (3.66 m) x 10 ft 0 in (3.05 m)。
また船の後方には、およそ第3マストと第4マストの間の中甲板に1カ所、第3船艙が設けられた。
1936年時の容積は12,000 cu ft (340 m3)。
艙口の大きさは竣工時で12 ft 0 in (3.66 m) x 10 ft 0 in (3.05 m)、1936年時で7 ft 0 in (2.13 m) x 4 ft 0 in (1.22 m)。
また揚貨設備として37 ft (11 m)デリック1本、3トン揚貨機3台を備えた。
1936年の時点では35馬力蒸気駆動、揚貨能力5トン x 20 m/min の揚貨機2基を装備した。
| 名称                                            | 1904年時 | 1936年時    |
| ----------------------------------------------- | -------- | ----------- |
| フォアピークタンク                              | 82       | 77          |
| #1バラストタンク                                | 85       | 95          |
| #2バラストタンク                                | 104      | 111         |
| ディープタンク (予備炭庫を使用)                 | 355      | (352)       |
| #3バラストタンク                                | 58       | 52          |
| #4バラストタンク                                | 54       | 56 (57)     |
| フレッシュウォータータンク または、飲用水タンク | 100      | 101         |
| #1アフターディープタンク                        | 152      | 149         |
| #2アフターディープタンク                        | 78       | 73          |
| アフターピークタンク                            | 16       | 17          |
| 合計                                            | 1,084    | 731 (1,084) |
| 備考:()内の値はによる。                         |          |             |

- 日露戦争時は飲料水タンク102ロングトン (104 t)、その他のバラストタンク等は缶水用115ロングトン (117 t)、飲用可能868ロングトン (882 t)と分けて使用された[7]。
- 『昭和15年 日本帆船名簿』では真水730 tとある[1]。

日露戦争時には海水ポンプ4台、清水ポンプ2台を装備した。
また造水装置として4,480ガロン/日の蒸留器1台、5,000ガロン/日(または24LT/日)の蒸化器1台を装備した。

#### 冷蔵庫
容量1,817 cu ft (51 m3)の冷蔵庫を竣工時から装備した。
装備場所はエンジンルームの直後、船艙甲板の上部。
冷凍庫は装備しなかった。
計画では装備の予定だったと思われる。

### 無線
大成丸の無線装備は1910年 (明治43年) 10月の第6次遠洋航海(1回目の#世界一周航海)出発の直前に装備された。
横浜出発前日の10月25日にはほとんど完了していて使用可能だったが、26日夜に仮泊した館山湾でも残工事を続け、10月29日に工事完了と報告されている。
詳細は不明であるが、普通火花式送信機と鉱石検波機が装備されたと推定される。
1926年時点では
- 安中電気製作所製7kW瞬滅火花式送信機
- 逓信省D型 (鉱物検波) 受信機
- 真空管(検波)受信機
- 補助送信機:蓄電池駆動の瞬滅火花式送信機1台

1932年時点では
- 中波、長波用送信機:750W真空管式
- 短波用送信機:500W真空管式
- 中波、長波用受信機:真空管式
- 短波用受信機:真空管式
- 補助送信装置:150W瞬滅火花式送信機 (1939年に真空管式へ交換)

1941年に無線設備が更新された。
- 主設備送信装置(中波、長波用):500W自励発振真空管式
- 短波設備送信装置:200W水晶式
- 中長波受信器:ARR811A型オートダイン式受信機
- 短波受信器:ARR802型スーパーヘテロダイン式受信機
- 主設備及短波設備用高周波電働発電機:明電舎製2kVA, 250V, 500Hz
- 補助設備用高周波電働発電機:明電舎製2分1kVA, 100V, 500Hz

1945年の沈没までこの設備だったと思われる。

### 搭載艇
竣工時は28 ft (8.5 m)汽艇 (蒸気カッター) 1隻、26 ft (7.9 m)救命艇4隻、25 ft (7.6 m)ギグ1隻、23 ft (7.0 m)通船2隻。
汽艇のボイラーは宮原式ボイラーで、1933年5月に(ソーニクロフト製)24馬力ガソリンエンジン装備の艇に交換された。

## ギャラリー
- 総帆展帆した大成丸。
- サンディエゴ航空宇宙博物館所蔵。ID:38279937.
- サンディエゴ航空宇宙博物館所蔵。ID:38277889.
- シドニー港に停泊する大成丸 (オーストラリア国立海洋博物館（英語版）所蔵)
- 帆を展開中の大成丸